# جون تمبلتون
جون ماركس تمبلتون (بالإنجليزية: John Marks Templeton)‏ هو رجل أعمال ومصرفي وفاعل خير أمريكي بريطاني ولد في يوم 29 نوفمبر 1912 في بلدة وينشستر في تينيسي في الولايات المتحدة، هو منشأ مؤسسة فرانكلين تمبلتون توفي في سنة 2008.